# Ring Magazine Comeback des Jahres
Die US-amerikanische Boxzeitschrift The Ring vergibt seit 1980 jährlich den Preis für das Comeback des Jahres auf globaler Ebene. Die folgende Liste listet alle Boxer auf, die mit diesem Preis ausgezeichnet wurden:

## 1980er
- 1980:  Shōji Oguma
- 1981:  Jimmy Young
- 1982:  Bobby Chacon
- 1983:  Roberto Durán
- 1984:  Marvin Johnson
- 1985:  Lupe Pintor
- 1986:  Edwin Rosario
- 1987:  Frankie Duarte
- 1988:  Michael Dokes
- 1989:  Roberto Durán

## 1990er
- 1990:  Tony Lopez
- 1991:  Vinny Pazienza
- 1992:  Iran Barkley
- 1993:  Zack Padilla
- 1994:  George Foreman
- 1995:  Azumah Nelson
- 1996:  Danny Romero
- 1997:  Vince Phillips
- 1998:  Kostya Tszyu
- 1999:  Michael Carbajal

## 2000er
- 2000:  Virgil Hill
- 2001:  John Michael Johnson
- 2002:  Arturo Gatti
- 2003:  James Toney
- 2004:  Marco Antonio Barrera
- 2005:  Ike Quartey
- 2006:  Oleg Maskaev
- 2007:  Paul Malignaggi
- 2008:  Vitali Klitschko
- 2009:  Floyd Mayweather Jr.

## 2010er
- 2010:  Bernard Hopkins
- 2011:  Erik Morales
- 2013:  Marcos Maidana
- 2014:  Miguel Cotto
- 2015:  Badou Jack
- 2016:  Andre Ward
- 2017:  Sadam Ali
- 2018  Tyson Fury